# デビッド・カーペンター (1987年生の投手)
デビッド・リー・カーペンター（David Lee Carpenter, 1987年9月1日 - ）は、アメリカ合衆国テキサス州アーリントン出身の元プロ野球選手（投手）。右投右打。

## 経歴

### プロ入りとエンゼルス時代
2007年のMLBドラフトでシアトル・マリナーズから49巡目（全体1421位）指名されたが、拒否。
2009年のMLBドラフトでロサンゼルス・エンゼルス・オブ・アナハイムから9巡目（全体291位）指名され、6月13日に契約を結んでプロ入り。
2012年はAAA級ソルトレイク・ビーズで迎え、4月13日にメジャー初昇格を果たした。同日のニューヨーク・ヤンキース戦でメジャーデビュー。5点ビハインドの8回裏から登板し、1回を投げ1安打無失点に抑えた。7月22日にAAA級ソルトレイクへ降格。8月2日にメジャーへ再昇格したが、8月10日に再びAAA級ソルトレイクへ降格した。
2013年3月2日にエンゼルスと1年契約に合意。3月30日にAAA級ソルトレイクへ異動。4月22日にメジャーへ昇格した。4月25日にAAA級ソルトレイクへ降格。9月22日に40人枠から外れ、AA級アーカンソー・トラベラーズへ降格した。
2014年はAAA級ソルトレイクで開幕を迎え、6月21日にエンゼルスと再びメジャー契約を結んだ。6月27日のコロラド・ロッキーズ戦で3回を投げ、1安打無失点に抑えたが、7月1日にAA級アーカンソーへ降格。8月2日にDFAとなり、8月5日にAAA級ソルトレイクへ降格した。オフにFAとなった。

### ブレーブス時代
2015年1月17日にアトランタ・ブレーブスとマイナー契約を結び、1月24日にAAA級グウィネット・ブレーブスに配属された。7月6日にメジャー契約を結び、25人枠入りした。17日にDFAとなり、20日にマイナー契約でAAA級グウィネットに異動した。28日に再びメジャー契約を結び昇格したが、翌29日に再びDFAとなった。31日にAAA級にマイナー契約でAAA級グウィネットに異動した。10月6日にFAとなった。

## 詳細情報

### 年度別投手成績
| 年 度    | 球 団    | 登 板 | 先 発 | 完 投 | 完 封 | 無 四 球 | 勝 利 | 敗 戦 | セ 丨 ブ | ホ 丨 ル ド | 勝 率 | 打 者 | 投 球 回 | 被 安 打 | 被 本 塁 打 | 与 四 球 | 敬 遠 | 与 死 球 | 奪 三 振 | 暴 投 | ボ 丨 ク | 失 点 | 自 責 点 | 防 御 率 | W H I P |
| -------- | -------- | ----- | ----- | ----- | ----- | -------- | ----- | ----- | -------- | ----------- | ----- | ----- | -------- | -------- | ----------- | -------- | ----- | -------- | -------- | ----- | -------- | ----- | -------- | -------- | ------- |
| 2012     | LAA      | 28    | 0     | 0     | 0     | 0        | 1     | 2     | 0        | 2           | .333  | 42    | 39.2     | 42       | 6           | 17       | 0     | 0        | 28       | 2     | 0        | 21    | 21       | 4.76     | 1.49    |
| 2013     | LAA      | 1     | 0     | 0     | 0     | 0        | 0     | 0     | 0        | 0           | ----  | 5     | 0.1      | 2        | 1           | 2        | 0     | 0        | 1        | 1     | 0        | 4     | 4        | 108.00   | 12.00   |
| 2014     | LAA      | 1     | 0     | 0     | 0     | 0        | 0     | 0     | 0        | 0           | ----  | 12    | 3.0      | 1        | 0           | 0        | 0     | 2        | 0        | 0     | 0        | 0     | 0        | 0.00     | 0.33    |
| 2015     | ATL      | 4     | 0     | 0     | 0     | 0        | 0     | 0     | 0        | 1           | ----  | 17    | 3.2      | 6        | 2           | 0        | 0     | 0        | 5        | 0     | 0        | 3     | 3        | 7.36     | 1.64    |
| MLB：4年 | MLB：4年 | 34    | 0     | 0     | 0     | 0        | 1     | 2     | 0        | 3           | .333  | 206   | 46.2     | 51       | 9           | 19       | 0     | 2        | 34       | 3     | 0        | 28    | 28       | 5.40     | 1.50    |

### 背番号
- 52 (2012年)
- 28 (2013年)
- 37 (2014年)
- 57 (2015年)